# Doniec
Doniec (ros. Северский Донец, Siewierskij Doniec; ukr. Сіверський Донець, Siwerśkyj Doneć) – rzeka w Rosji i na Ukrainie, prawy (najdłuższy) dopływ Donu o długości 1053 km i powierzchni dorzecza 98 900 km².

## Hydrologia
Rzeka wypływa ze źródeł na południowych zboczach Wyżyny Środkoworosyjskiej, płynie skrajem Wyżyny Donieckiej, a do Donu uchodzi na południe od miejscowości Ust'-Donieck.
Główne dopływy:
- lewe: Korocza, Wołczja, Biełyj Burłuk, Oskoł, Krasnaja, Ajdar, Jewsuh, Derkuł, Głubokaja, Kalitwa, Gniłaja;
- prawe: Bachmutka, Uda, Mża, Bereka, Kazennyj Toreć, Kundriuczja.

Doniec jest żeglowny na odcinku 220 km od ujścia (do Kamieńska Szachtyńskiego). W górnym biegu rzeki znajduje się Zbiornik Pieczenieski. Doniec zaopatruje w wodę Charków i Zagłębie Donieckie (poprzez Kanał Doniec-Donbas).

## Miejscowości i obiekty
Ważniejsze miejscowości nad Dońcem: Biełgorod, Czuhujew, Izjum, Lisiczańsk, Rubieżnoje, Siewierodonieck, Szczastia, Donieck, Kamieńsk Szachtyński, Biełaja Kalitwa.
Nad Dońcem znajduje się zespół pomnikowy na górze Kremeneć.